# ابوالفتح جهانشاهی
ابوالفتح جهانشاهی از سیاستمداران ایرانی بود، که در دوره‌های  بیست و یکم،  بیست و دوم و  بیست و سوم بعنوان نماینده تبریز  در مجلس شورای ملی حضور داشت.
‌